# 殷羨
殷羨（？—4世紀），字洪喬，陳郡長平人。東晉官員，官至光祿勳。

## 生平
蘇峻之亂時，殷羨任陶侃的征西長史，咸和三年（328年），蘇峻軍進攻大業壘，陶侃打算派兵救援，但殷羨就認為陶侃軍步兵質素對比蘇峻處於劣勢，救援大業壘相當危險，建議派兵猛攻對方重要據點石頭城，蘇峻將會命令部隊回軍支援石頭城，大業壘的危機自然得解。陶侃聽信，派了督護楊謙進攻石頭，蘇峻果然放棄進攻大業壘，而蘇峻更於此戰中戰死。
後殷羨曾當過長沙國相，但在郡中貪瀆殘暴，後曾任豫章太守，最終官至光祿勳。

## 性格特徵與軼事
- 殷羨出任豫章太守，從建康出發前有好一些人託他送信，計有一百多封之多。而殷羨走到石頭城時就將這些信件都全部丟進長江中去，對著水中的信件說：「會沉的就會沉，會浮的就會浮，殷洪喬不做送信郵差。」[5]
- 殷羨任長沙相時，其上級荊州刺史庾翼將行北伐，統兵移駐襄陽，殷羨寫書信給他，故意送了一個崩了角的如意戲弄他，不過庾翼回書卻說：「已收到你送的東西了，雖然是壞的東西，不過也打算修理好再用它。」[6]
- 晉元帝的太子誕生，大宴群臣，賜給每位大臣禮物。殷羨向元帝致謝說：「皇子誕生，普天同慶，臣無功勞，卻辱蒙陛下厚賜。」元帝笑著回說：「這件事豈能讓你有半點功勞?」[7]

## 家庭

### 父親
- 殷識，鎮東司馬、濮陽國相。[8]

### 兄弟
- 殷融，殷羨弟。

### 子女
- 殷浩，揚州刺史，東晉名士。